# Студінка
Студінка — село Калуського району Івано-Франківської області. Входить до складу Калуської міської громади.

## Назва
У 1989 р. у назві села Студинка змінено було одну літеру.

## Історія
Перша  письмова згадка про Студінку виявлена в обляті документу з 1400 року. Це Грамота князя Свидригайла Ольгредовича, видана у перший день 1400 р. в Галичі. Тут мова йде про права надані князем Свидригайлом подільському старості Грицьку Кердеєвичу на володіння селом Студінка.
Також згадується 30 січня 1447 року в книгах галицького суду.
У Королівській люстрації 1565 року в селі згадується власник отари овець Васько.
У 1648 році повсталі селяни зруйнували замок у Студінці.
У реєстрі церков Войнилівського деканату на 4.03.1733 в Студінці наявна церква Св. Параскеви, вже не була новою, було 30 дворів.
Селом тривалий час володіли Беньковські, потому вдова каштеляна Беньковського заповіла маєток своєму родичу графу Голеєвському, який у 1865 році продав Сабіні Кошелінській. По її смерті маєток перейшов братові першого чоловіка Добжанському.
У 1880 році в селі було 139 будинків і 928 мешканців та 9 будинків і 51 мешканець на території фільварку (913 греко-католиків, 28 римо-католиків, 35 юдеїв, 3 інших визнань; 916 українців, 56 поляків, 7 німців). До місцевої греко-католицької парафії належав і Бабин (калуський деканат).
Австрійська армія конфіскувала в серпні 1916 р. у студінківській церкві 5 давніх дзвонів діаметром 96, 52, 42, 40, 32 см, вагою 475, 63, 29, 29, 16 кг, виготовлених у 1913, 1656, 1788, 1788, 1788 рр. Після війни польська влада отримала від Австрії компенсацію за дзвони, але громаді села грошей не перерахувала. В роки польської окупації в селі постав осередок ОУН.
У 1939 році в селі проживало 1600 мешканців (1550 українців-грекокатоликів, 20 українців-римокатоликів, 10 поляків і 20 євреїв).
У вересні 1940 року в Студінці був зорганізований перший у Калуському районі колгосп (імені Сталіна, голова Г. Бедрій) шляхом відбирання у селян майна і земель з недопусканням їх обробітку та засівання, що спричинило голод у 1941—1942 роках. Також окупанти розстрілювали запідозрених у належності до ОУН.
5 квітня 1944 р. було вбито трьох комуністів.
У воєнні та повоєнні роки студінківці брали участь в українському русі опору окупантам. В січні 1946 р. для боротьби з УПА в кожному селі був розміщений гарнізон НКВД, у Студінці — з 25 осіб (на допомогу готові були 1300 в Калуші та гарнізони в сусідніх селах). 10 грудня 1948 року рішенням Калуського райвиконкому № 18 відновлено колгосп імені Сталіна, а рішенням 27 грудня 1948 № 7 призначене розташування правління колгоспу і зерносховища на місці панської садиби, господарського двору і тваринницьких ферм — в кутку «Кривуля». Будівництво в селі міні-ГЕС потужністю 130 кВт, прийняте спільним рішенням райвиконкому і РК КПУ № 648 29 грудня 1951 р., не було виконане. Церква Св. Параскеви спалена комуністами вночі 1960 р.
18 серпня 1992 року в селі Студінка було відкрито і освячено стелу пам’яті Тарасу Шевченку.
У 2009 р. встановлено вуличне освітлення, у 2017 р. — реконструйоване.

## Населення

### Мова
Розподіл населення за рідною мовою за даними перепису 2001 року:
| Мова       | Кількість | Відсоток |
| ---------- | --------- | -------- |
| українська | 1656      | 99.76%   |
| російська  | 3         | 0.18%    |
| білоруська | 1         | 0.06%    |
| Усього     | 1660      | 100%     |

## Відомі люди
- Мар'ян Бігун «Камазік» (17.08.1989-3.04.2022) — сапер, що загинув у Донецькій області в бою за Україну.[17]

## Соціальна сфера
- Народний дім.
- Школа І-ІІ ст.[18][19] (215 учнівських місць).
- Амбулаторія.
- Стадіон[20]
- 500 дворів, 1500 мешканців.[21]
- Церква.[22]

Народний дім
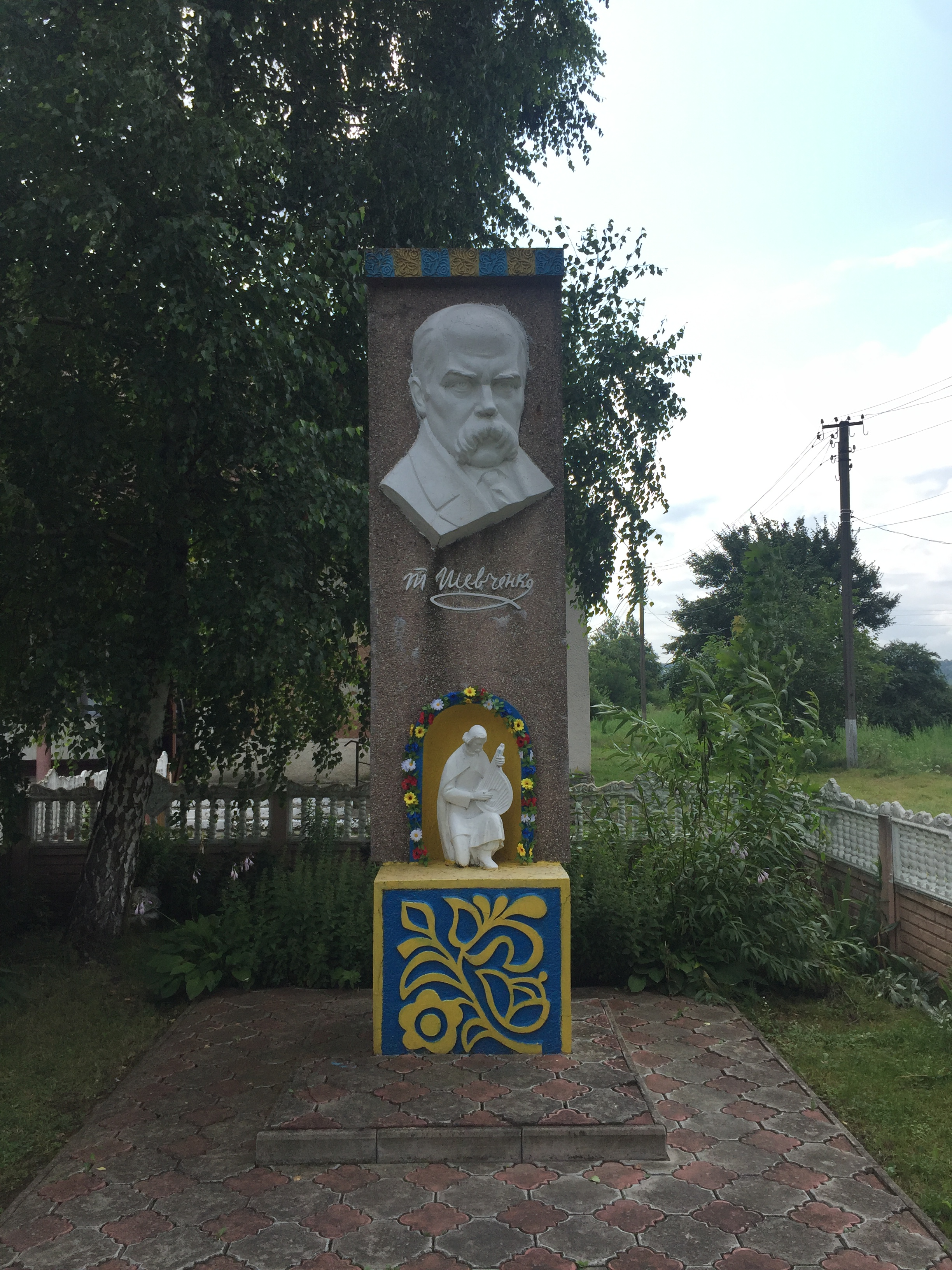
Пам'ятник Т. Шевченкові
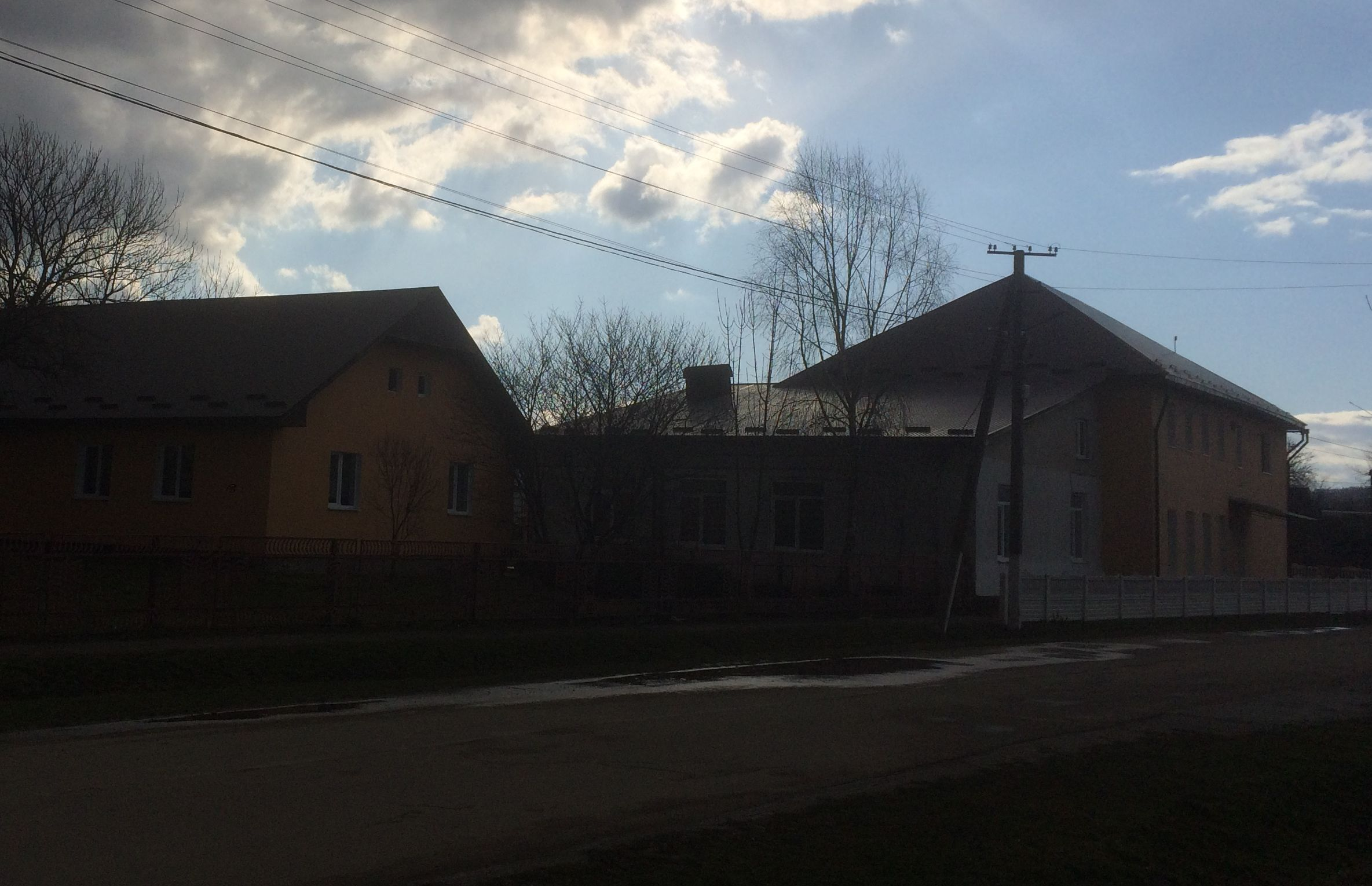
Школа
Амбулаторія
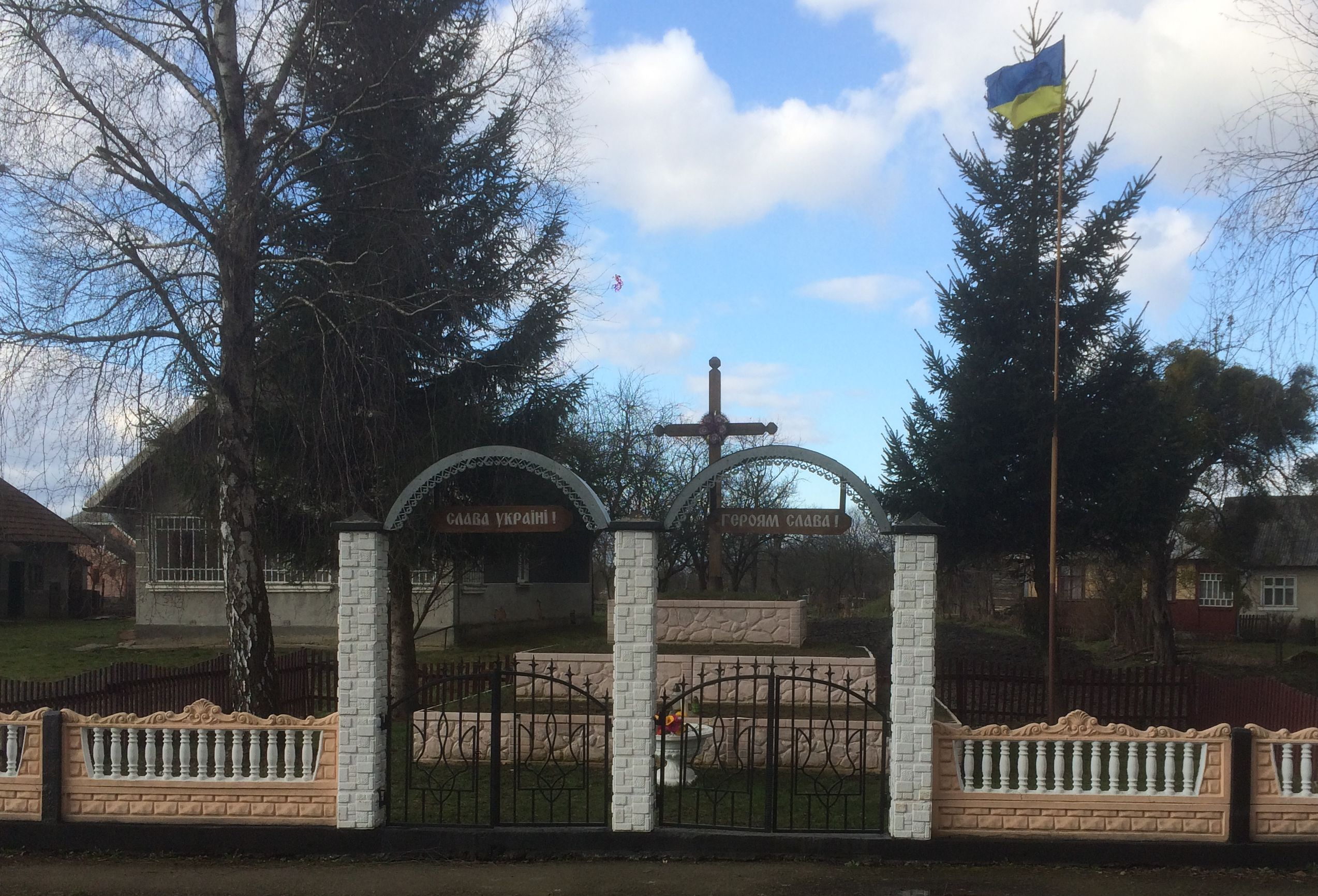
Символічна могила борцям за волю України

## Вулиці
У селі є вулиці:
- Богдана Хмельницького
- Василя Стефаника
- Василя Стуса
- Відродження
- Гайдамацька
- Володимира Івасюка (колишня Гастелло)[24]
- Гетьманська
- Гончара
- Довбуша
- Зарічна
- Затишна
- Зелена
- Івана Богуна
- Івана Котляревського
- Івана Франка
- Козацька
- Космонавтів
- Лесі Українки
- Лугова
- Марка Черемшини
- Мирного
- Михайла Грушевського
- Романа Шухевича (колишня Мічуріна)
- Молодіжна
- Набережна
- Незалежності
- Нова
- Польова
- Сагайдачного
- Садова
- Мар’яна Бігуна (колишня Севастопольська)[25]
- Січових Стрільців
- Степана Бандери
- Тараса Шевченка
- Чорновола